# Паранормальний любовний роман

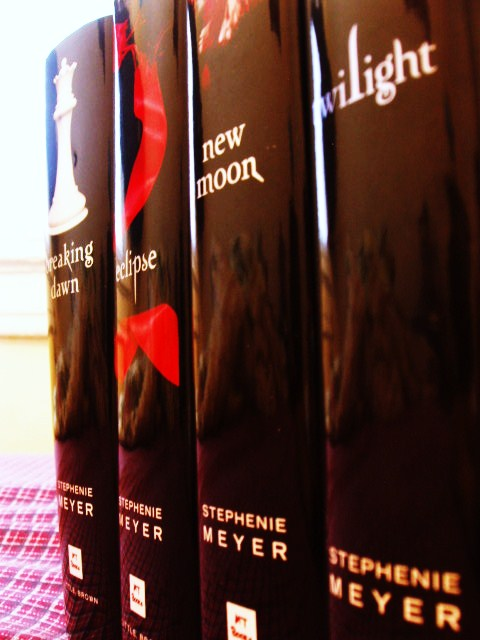
Сутінки, приклад паранормальної романтичної серії

Паранормальний любовний роман — піджанр любовного роману та фантастики. Роман про паранормальне явище зосереджується на романтичному коханні та включає елементи, які не підлягають науковому поясненню, починаючи від фантастичних жанрів фентезі, наукової фантастики та фпантастики жахів. Паранормальні романи варіюються від традиційних романів із паранормальною обстановкою до історій із науково-фантастичним або фентезійним сюжетом із романтичним сюжетом. Романтичні стосунки між людьми та вампірами, перевертнями, привидами та іншими істотами фантастичного або потойбічного характеру є звичайним явищем.
Окрім більш поширених тем, пов'язаних із вампірами, мінливцями, привидами чи подорожами в часі, романи про паранормальні явища також можуть включати книги про персонажів із екстрасенсорними здібностями, такими як телекінез або телепатія. Останнє відродження роману про паранормальні явища відбулося завдяки технологіям початку ХХІ століття; наприклад, Інтернет і електронні публікації. Паранормальні романи є одним із найшвидше зростаючих напрямків у романтичному жанрі.
Приклади авторів, які спеціалізуються на цьому жанрі, включають Дені Гарпера, Наліні Сінгх, Джесіку Берд, Креслі Коула, Крістін Фіхан, Келлі Армстронг і Стефані Майєр, авторку «Сутінкової саги». За статистичними даними видавництва Tor Books у жанрі фентезі за 2013 рік, серед авторів міського фентезі чи романів про паранормальні явища 57 % — жінки та 43 % — чоловіки, тоді як у написанні історичних, епосних чи високих фентезі чоловіків переважає кількість жінок приблизно в два рази.

## Визначення та піджанри
Паранормальні любовні романи поєднують реальне з фантастичним або науковою фантастикою. Фантастичні елементи можуть бути вплетені в альтернативну версію нашого власного світу в міському фентезі за участю вампірів, демонів та/або перевертнів, або вони можуть бути більш «нормальними» проявами паранормального явища — люди з екстрасенсорними здібностями, відьми чи привиди. Під парасольку паранормального явища також потрапляють подорожі в часі, футуристичні та позаземні романи.
У цих романах часто поєднуються елементи інших піджанрів, зокрема напруженість і містика, з їхніми фантастичними темами. Декілька паранормальних явищ розгортаються виключно в минулому та структуровані так само, як будь-який історичний любовний роман. Дія інших відбувається в майбутньому, іноді в інших світах. Треті мають елемент подорожі в часі, коли герой чи героїня подорожують у минуле чи майбутнє. Між 2002 і 2004 роками кількість паранормальних романів, опублікованих у Сполучених Штатах, подвоїлася до 170 на рік. Популярна назва цього жанру може бути продана тиражем понад 500 000 примірників.
Як і в піджанрі фентезі, відомому як міське фентезі, багато романів про паранормальні явища покладаються на поєднання сучасного життя з існуванням надприродних або магічних істот, людей чи інших; інколи більша культура усвідомлює магію в своєму середовищі, інколи ні. Деякі романи про паранормальні явища менше зосереджуються на особливостях своїх альтернативних світів, ніж традиційні науково-фантастичні чи фантастичні романи, зосереджуючи увагу на основному романі. Інші ретельно розробляють альтернативну реальність, поєднуючи добре сплановані магічні системи та нелюдські культури з сучасною реальністю.
Перший футуристичний роман, який рекламував мейнстрімний видавець романів, Джейн Енн Кренц «Солодкий зірковий вогонь», був опублікований 1986 року та був «класичним романом про подорожі», дія якого випадково відбувалася в окремій галактиці. З 2000 року цей жанр став набагато популярнішим. Кренц пояснює популярність цього піджанру тим фактом, що романи «по суті є класичними історичними романами, дія яких відбувається в інших світах».
Романи про подорожі в часі є версією класичної історії про «рибу з води». У більшості випадків героїня походить із сьогодення та подорожує в минуле, щоб зустрітися з героєм (наприклад, серіали манги та аніме «Інуяша»). У меншій частині цих романів герой, який живе в минулому, подорожує вперед у своє майбутнє, щоб зустрітися з героїнею. Успішний роман про подорожі в часі повинен змусити персонажів логічно реагувати на свій досвід і досліджувати деякі відмінності, як фізичні, так і психічні, між світом, у якому зазвичай живе персонаж, і тим, у якому вони потрапили. На невдоволення багатьох читачів цього жанру, деякі письменники вирішують завершувати свої романи так, щоб герої потрапили в пастку різних періодів часу й не змогли бути разом.

## Популярні паранормальні любовні романи
1. «Лісова пісня», Леся Українка — історія кохання між мавкою і людиною.
2. «Сутінкова сага» (Twilight), Стефані Маєр — історія кохання між вампіром і людиною.
3. «Відьми з Іст-Енда» (Witches of East End) Мелісса де ла Круз —  серія про життя відьом в сучасному світі. Головна героїня, Ванесса Монтегю, намагається зберегти свої сили в таємниці, одночасно закохуючись у чарівного вампіра.
4. «Відьма з Блеквуда» (Echo: The Curse of the Blackwood Witches) Келлі Армстронг —  серія про відьом, які живуть серед людей, приховуючи свої сили. Головна героїня, Ейлін Доусон, намагається розкрити таємниці свого минулого і знайти своє місце у світі.
5. «Академія вампірів» (Vampire Academy), Рейчел Мід — пригоди та романтика між вампірами та напівкровками.
6. «Нічний світ» (Night World), Ліза Джейн Сміт — антологія романів про кохання між людьми та надприродними істотами.
7. «Місто кісток» (City of Bones), Кассандра Клер — стосунки людей із мисливцями на демонів.
8. «Пробуджений» (Awakened), Філіс Кристина Каст — про кохання між людьми і вампірами в альтернативному світі.
9. «Тихо, тихо» (Hush, Hush), Бекка Фіцпатрік — роман між дівчиною та ангелом, який упав з небес.
10. «Темний мисливець» (Dark-Hunter), Шерілін Кеньйон — серія про любов і пригоди безсмертних воїнів.
11. «Братство чорного кинджала» (Black Dagger Brotherhood), Дж. Р. Ворд — серія романів про любов між людьми та войовничими вампірами.
12. «Північні танці» (Moon Called), Патрісія Бріггс — про взаємини між перевертнем та іншими надприродними істотами.
13. «Криваві обіцянки» (Blood Promise), Рейчел Мід — кохання в світі, де вампіри та люди співіснують і борються.
14. «Сини анархії» (Sons of Anarchy) Крістофер Голден — серія поєднує в собі елементи фентезі, містики та романтики. Головна героїня, Зої Беннет, потрапляє в світ вампірів і ангелів, де їй доведеться зробити важкий вибір.
15. «Любов, смерть і зірки» (Love, Death, and Stars) Кірстен Касс — книга розповідає про історію кохання між дівчиною і хлопцем, які можуть бачити майбутнє. Їхні стосунки випробовуються долею та небезпечними силами.
16. «Таємниці південних вампірів» (The Southern Vampire Mysteries) Шарлейн Гарріс — серія розповідає про світ, де вампіри живуть серед людей. Головна героїня, Сукі Стакхаус, працює барменкою в барі, який відвідують вампіри. Її життя змінюється, коли вона закохується в одного з них[8].